# Syntriandrium
Syntriandrium es un género con dos especies de plantas de flores perteneciente a la familia Menispermaceae. Nativo de Nigeria, Camerún, Gabón, Congo. 

## Especies seleccionadas
- Syntriandrium cordatum
- Syntriandrium edentatum